# Lovers in a Dangerous Spacetime
Lovers in a Dangerous Spacetime ist ein Koop-Action-Indie-Videospiel, das von Asteroid Base entwickelt und veröffentlicht wurde. Das Spiel wurde am 9. September 2015 für Microsoft Windows, macOS und Linux veröffentlicht und später für PlayStation 4, Xbox One und Nintendo Switch portiert.

## Spielprinzip
In Lovers in a Dangerous Spacetime steuern die Spieler ein Raumschiff gemeinsam und müssen zusammenarbeiten, um durch gefährliche Weltraummissionen zu navigieren und feindliche Angriffe abzuwehren. Das Spiel kann im Einzelspielermodus oder im lokalen Koop-Modus mit bis zu vier Spielern gespielt werden.
Das Raumschiff verfügt über verschiedene Steuerungskonsolen, die verschiedene Funktionen steuern, wie beispielsweise die Bewegung des Schiffs, die Waffensysteme und den Schild. Die Spieler müssen ständig zwischen den verschiedenen Konsolen hin- und herwechseln, um das Schiff effektiv zu steuern und die Herausforderungen zu bewältigen.
Zusätzlich gibt es im Schiff viele Räume, in denen Tiere gefangen gehalten werden, die den Spielern bei der Bedienung der Konsolen helfen können. Die Spieler müssen die Tiere befreien und sie auf den Konsolen platzieren, um ihre Fähigkeiten zu nutzen und das Schiff noch effektiver zu machen.
Das Spiel bietet eine Vielzahl von Leveln und Herausforderungen, die von den Spielern strategisches Denken, Teamwork und schnelle Entscheidungen erfordern. Es ist wichtig, die Aufgaben und Rollen im Team gut zu koordinieren, um erfolgreich zu sein.

## Handlung
Die Handlung von Lovers in a Dangerous Spacetime ist einfach gehalten und dient als Rahmen für das Gameplay. Die Spieler übernehmen die Rolle von Liebenden, die durch das Weltall reisen, um die entführten Kaninchenwesen zu retten und das Universum vor der Bedrohung durch die Anti-Liebe zu schützen.
Die Liebenden müssen verschiedene Weltraummissionen absolvieren, um die Kaninchenwesen zu befreien und die Anti-Liebe zu besiegen. Dabei treffen sie auf verschiedene Feinde und Herausforderungen, die ihre Fähigkeiten und Zusammenarbeit auf die Probe stellen.

## Rezeption
Lovers in a Dangerous Spacetime erhielt positive Bewertungen von Kritikern. Metacritic aggregierte für die Playstation-4- und Xbox-One-Versionen jeweils 82 von 100 Punkten. Die PC-Version kam auf 80 Punkte. Das Spiel wurde für seine originelle Spielmechanik, den kooperativen Ansatz und eine charmante Präsentation gelobt. Die Grafik und der Soundtrack wurden ebenfalls positiv hervorgehoben.
Kritiker lobten die zugängliche Natur des Spiels, die es sowohl Gelegenheitsspielern als auch erfahrenen Spielern ermögliche, Spaß zu haben. Die Herausforderungen und das Gameplay wurden als unterhaltsam und fesselnd beschrieben. Destructoid gab dem Spiel 10 von 10 Punkten. Simon Parkin von Eurogamer gab dem Spiel eine Empfehlung.